# Kolegiata św. Wojciecha i św. Katarzyny w Jaworznie
Kolegiata św. Wojciecha i św. Katarzyny w Jaworznie – murowana jaworznicka świątynia parafialna pochodzi z 1532 roku, ale była wielokrotnie przebudowywana: ostatni raz w latach 90. XX wieku według projektu profesora Wiktora Zina. Od 1997 siedziba Jaworznickiej Kapituły Kolegiackiej.
Patronami kolegiaty są Święty Wojciech i Święta Katarzyna Aleksandryjska.

## Wyposażenie

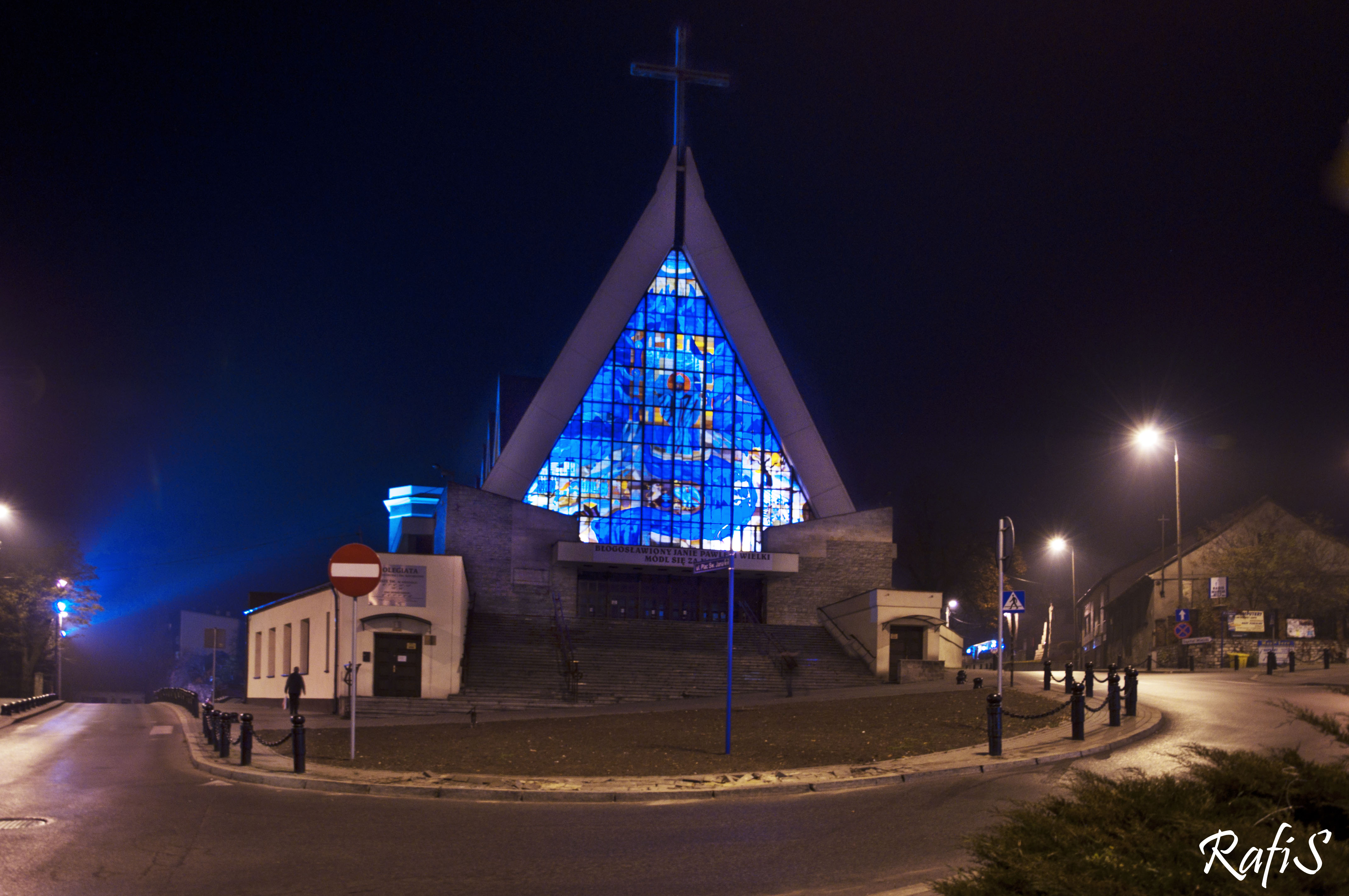
Fasada kościoła nocą, witraż przedstawiający św. Wojciecha (2011)

W świątyni znajduje się barokowy ołtarz główny wykonany z czarnego marmuru, datowany na XVII wiek. Został on sprowadzony w XIX wieku z kościoła św. Michała w Krakowie, który władze austriackie zamieniły na koszary. W ołtarzu umieszczono kopię obrazu św. Józefa namalowaną w drugiej połowie XVIII wieku.
W kościele na frontowej ścianie znajduje się największy w Europie trójkątny witraż o 177 m² powierzchni i 18,5 m wysokości, którego centralną postacią jest święty Wojciech, zaprojektował go Jerzy Skąpski, wykonano w pracowni Anny i Ireneusza Zarzyckich w Krakowie w 1997 roku z okazji tysiąclecia śmierci św. Wojciecha; w świątyni jest także wsławiony cudami obraz Matki Boskiej Jaworznickiej (Passawskiej) namalowany w 1666 roku w Neapolu.

## Ewidencja zabytków
Część historyczna kolegiaty, tzn. prezbiterium i transept, wybudowane w latach 1936-1939 według projektu Stanisława Gergovicha, została wpisana do gminnej ewidencji zabytków miasta Jaworzno.